# Kimberly Beck
Kimberly Beck (Glendale, 9 de janeiro de 1956) é uma atriz norte-americana.
Beck iniciou sua carreira em filmes como Massacre at Central High, Roller Boogie, e Friday the 13th: The Final Chapter. Dentre outras notáveis aparições na tv estão: Capitol (como Kimberly Beck-Hilton), Fantasy Island, Westwind, Dynasty, Lucas Tanner e Peyton Place. Também estrelou um piloto de  Eight Is Enough como Nancy Bradford. Todos dizem que ela apareceu em mais de sessenta séries. Uma de suas mais notáveis aparições foi em Buck Rogers no Século XXV como Alison Michaels.